# Iwashimizu Hachiman-gū
Le Iwashimizu Hachiman-gū (石清水八幡宮) est un des trois grands sanctuaires Hachiman-jinja du Japon et fait partie des chokusaisha. Il est situé dans la ville de Yawata, préfecture de Kyoto au Japon. Étant construit sur le mont Otoko, il est aussi parfois appelé Otokoyama Hachiman-gū.

## Histoire
La fondation du sanctuaire remonte à l'an 859 (ère Jōgan 1) lorsque commence la construction de ses plus anciens bâtiments. Il existe à l'époque de Heian un sanctuaire appelé Iwa-Shimizu-sha qui est transformé en sanctuaire Hachiman lors du transfert de la capitale de Nara à Kyoto. Il devint ainsi un rempart contre le « démon des portes » (notion de la mythologie chinoise) de la capitale puis du pays, rempart auquel le pays est protégé des influences maléfiques. Cette conviction est si forte que lors des invasions mongoles et face aux menaces des navires noirs sur les côtes du Japon, les tennō viennent prier au sanctuaire.
La tradition du sanctuaire veut que l'empereur Seiwa en ait ordonné la construction par respect pour un oracle dans lequel Hachiman exprime le désir d'être à proximité de Kyoto afin de veiller sur la ville et sur la famille impériale. Cette vision est rapportée par un moine bouddhiste, Gyōkyō, qui a une autre illumination, laquelle entraîne le choix de Otokoyama comme emplacement du sanctuaire là où il se trouve encore. Comme les autres sanctuaires Hachiman, jusqu'en 1868, Iwashimizu est en fait un ensemble « sanctuaire-temple » (jingū-ji) appelé Iwashimizu Hachimangū-ji (石清水八幡宮寺) consacré au bouddhisme comme au culte des kamis.

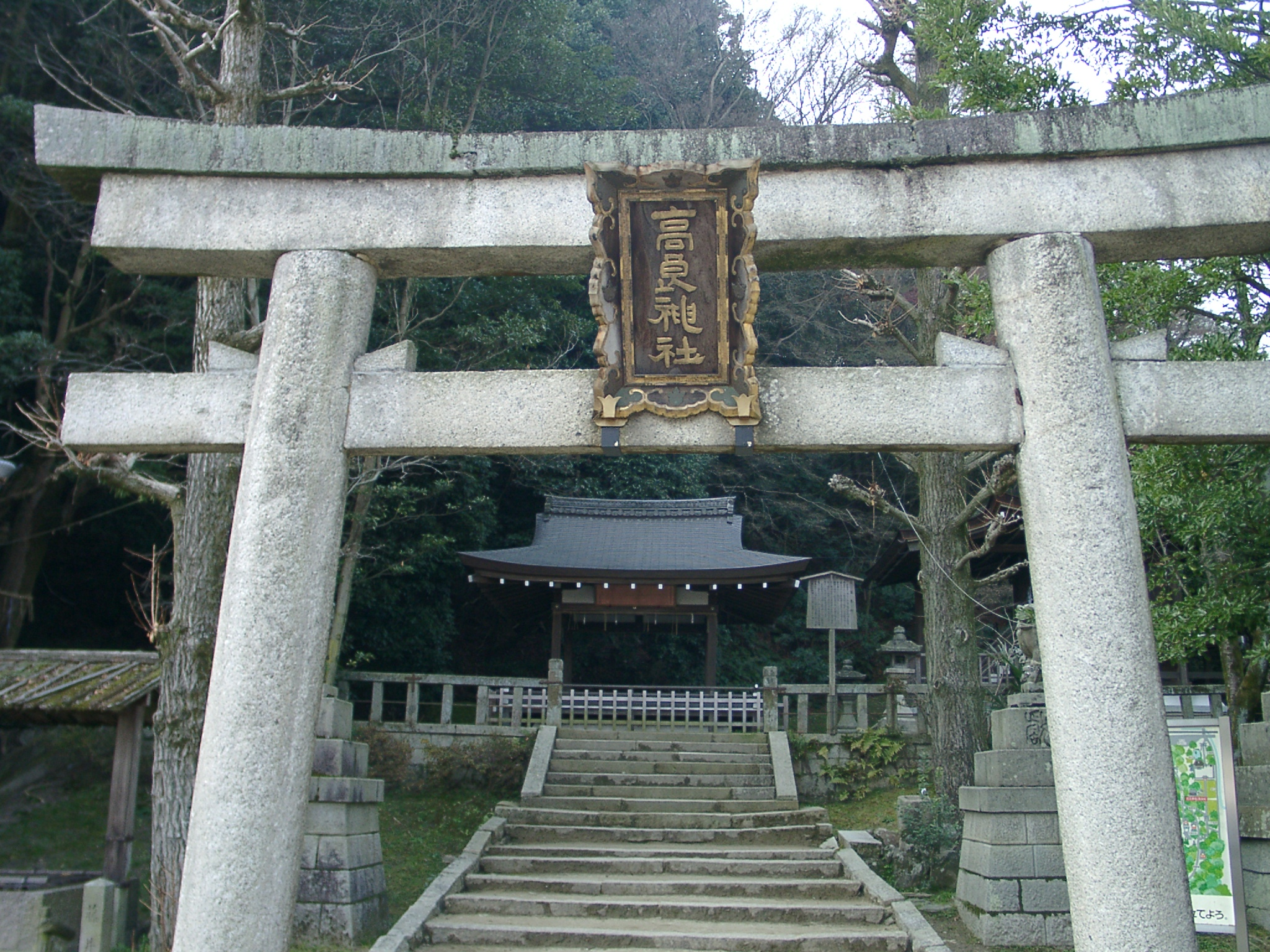
Torii.

Le sanctuaire bénéficie du patronage impérial au début de l'époque de Heian. En 965, l'empereur Murakami ordonne que des messagers impériaux soient envoyés aux kamis gardiens du Japon pour les informer des événements importants. Ces heihaku sont dans un premier temps présentés à seize sanctuaires dont le sanctuaire Ōharano.
L'importance et l'influence du sanctuaire grandissent dans les siècles suivants, et ses vastes propriétés foncières entraînent des conflits mineurs avec Minamoto no Yoritomo au cours des années durant lesquelles se met en place le shogunat de Kamakura. Le sanctuaire cherche à maintenir son exemption traditionnelle de contribution aux frais des forces militaires. Avec le temps, le bakufu a disparu et le sanctuaire s'est maintenu.
L'actuel bâtiment principal est construit par Tokugawa Iemitsu en 1634. Son magnifique style Asuri Momoyama est particulièrement renommé. Certaines parties du sanctuaire sont construites dans un style hachiman-zukuri (八 幡 造) assez élaboré.
La prêtrise reste héréditaire depuis la fondation du sanctuaire. Chaque prêtre (gūji) est un descendant direct de Take-no-uchi-no-sukune, le premier ministre de l'impératrice Jingū-kōgō. Tous les sanctuaires qui abritent un bunrei de Iwashimizu Hachiman-gū, disposent généralement d'un sanctuaire secondaire (sessha) à l'intention de Take-no-uchi-no-sukune situé directement derrière leur honden.
Le honden est divisé en six parties pour trois kamis. Ceux-ci doivent normalement rester à l'arrière et s'avancer lorsque leur culte est vénéré. Dans un sanctuaire voisin, (le sessha), les trois kamis Sumiyoshi sont adorés en compagnie de Isora-no-Mikoto, leur messager.
De 1871 jusqu'en 1946, Iwashimizu Hachiman-gū fait officiellement partie des kanpei-taisha (官幣大社) dans le « système moderne de classement des sanctuaires shinto », ce qui signifie qu'il se trouve au premier rang des sanctuaires soutenus par l'État. Les autres sanctuaires Hachiman pareillement honorés sont Usa Hachiman-gū à Usa, préfecture d'Ōita et Hakozaki-gū à Fukuoka, préfecture de Fukuoka.
Iwashimizu Hachiman-gū et Ise-jingū sont classés « les deux mausolées ancestraux » (二所宗廟) de l'époque féodale.
Chaque année, au début du mois de juin, le Iwa-Shimizu-Hachiman-gu organise la cérémonie du sakura Otokoyama, fête de la floraison des cerisiers. Le 15 septembre a lieu la fête d'Iwashimizu (aussi appelée Minami-matsuri), l'une des trois grandes fêtes impériales au Japon. Elle se déroule en suivant des prescriptions ordonnées par l'empereur Sanjō en 863. Entre autres choses, des poissons et des oiseaux sont libérés et une danse spéciale miko kagura est effectuée pour apaiser les âmes des poissons morts dans l'année.
Les hamaya (flèches) du sanctuaire sont particulièrement connues et il s'en vend plus de 100 000 unités par an.

### Processions impériales au sanctuaire
En 979 (Tengen 2), l'empereur Enyū rend visite au sanctuaire et presque tous les empereurs se rendent au sanctuaire jusqu'au règne de l'empereur Go-Daigo, lorsque les souverains commencent à mener une vie plus recluse.
Durant l'ère Shōhei (1346-1370), l'empereur Murakami rend visite personnellement au sanctuaire Iwashimizu.
En 1456 (Kōshō 2, 3e mois) : Ashikaga Yoshimasa se déplace au sanctuaire Iwashimizu et tous les dignitaires du daijō-kan l'y accompagnent.
Depuis l'empereur Uda jusqu'à l'empereur Go-Fukakusa au moins, parmi les rites entourant l'accession au trône (sokui) et le banquet de célébration du Grand Remerciement (daijōsai), se trouvait le rite d'offrande de reliques bouddhiques (Ichidai Ichidô Busshari) par lequel l'empereur affirmait son statut d'émanation des bodhisattva (et donc de dirigeant en accord avec le bouddhisme, dans le cadre du Shinbutsu shūgō) et tissait des liens avec les familles de notables associées aux temples recevant ces offrandes. Le temple d'Iwashimazu Hachimangū comptait parmi les plus privilégiés en de telles occasions. Un puissant officiel était choisi, souvent parmi le daijō-kan, pour superviser les artisans chargés de la construction de reliquaires d'argent pour abriter les reliques de Bouddha (Busshari) et de bois précieux, on parlait alors de « stupa ornée » (tahō-tō). Lorsque tout était prêt, l'empereur prenait un bain rituel puis allait inspecter les offrandes à destination d'Iwashimazu Hachimangū et de Usa Jingū. Il y avait notamment des habits de moine, des robes cérémonielles et parfois d'autres trésors additionnels.
Après la guerre d'Ōnin (1467-1477), les visites impériales sont suspendues pendant deux cents ans.

## Croyance shinto
Le sanctuaire est consacré à la vénération de Hachiman, kami gardien de la légitimité impériale. Depuis l'époque de sa fondation en 859, Hachiman a été reconnu comme empereur Ojin.

## Trésors
En 2005, une étude des trésors d'Iwashimizu a révélé, entre autres choses, l'existence d'un kris, poignard indonésien serti de joyaux, qui a été exposé au Musée national de Kyoto dans le cadre d'une exposition intitulée « Célèbres épées des temples et sanctuaires de Kyoto ».

## Galerie d'images

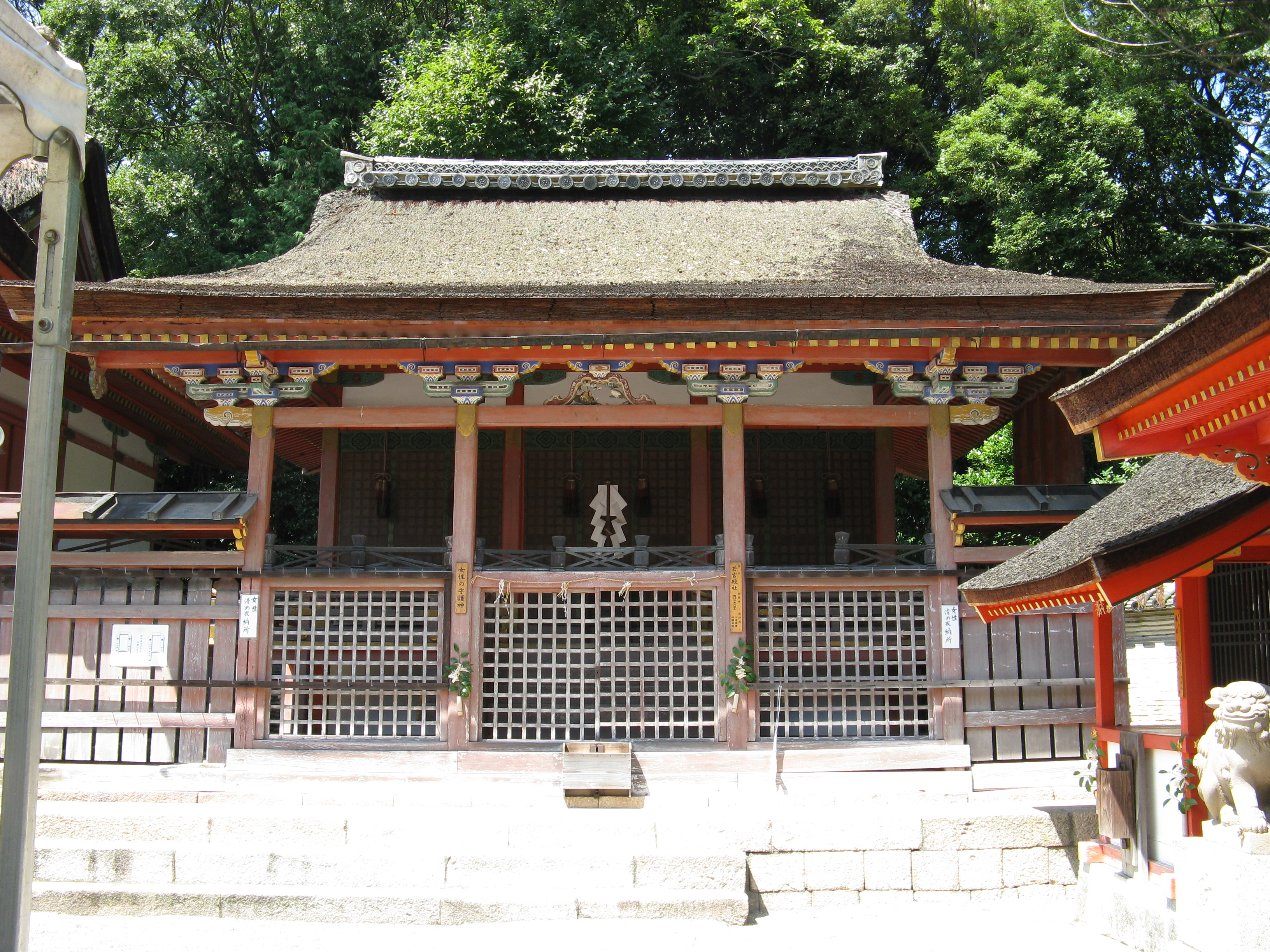
Palais de la jeunesse (bien culturel important).
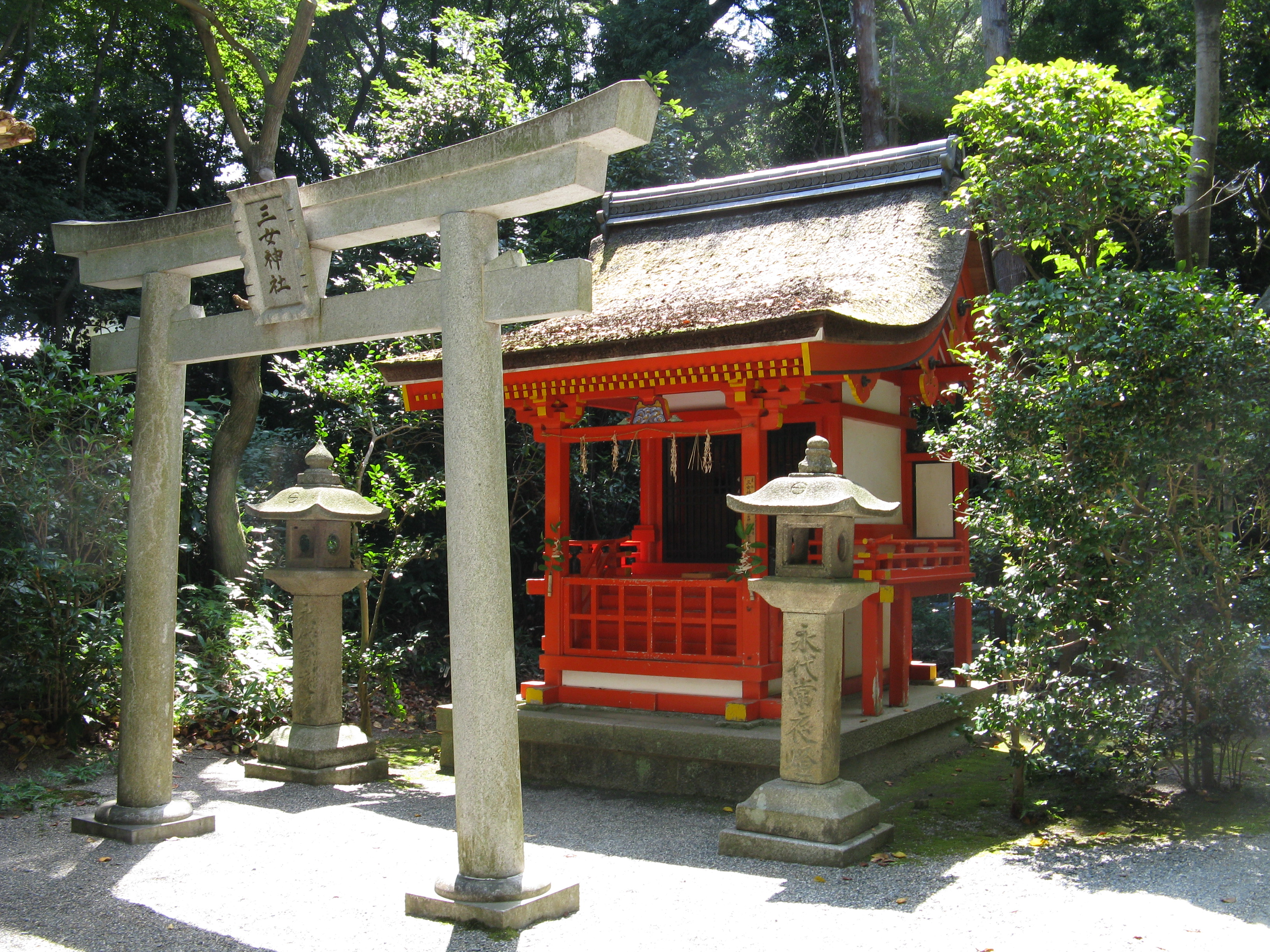
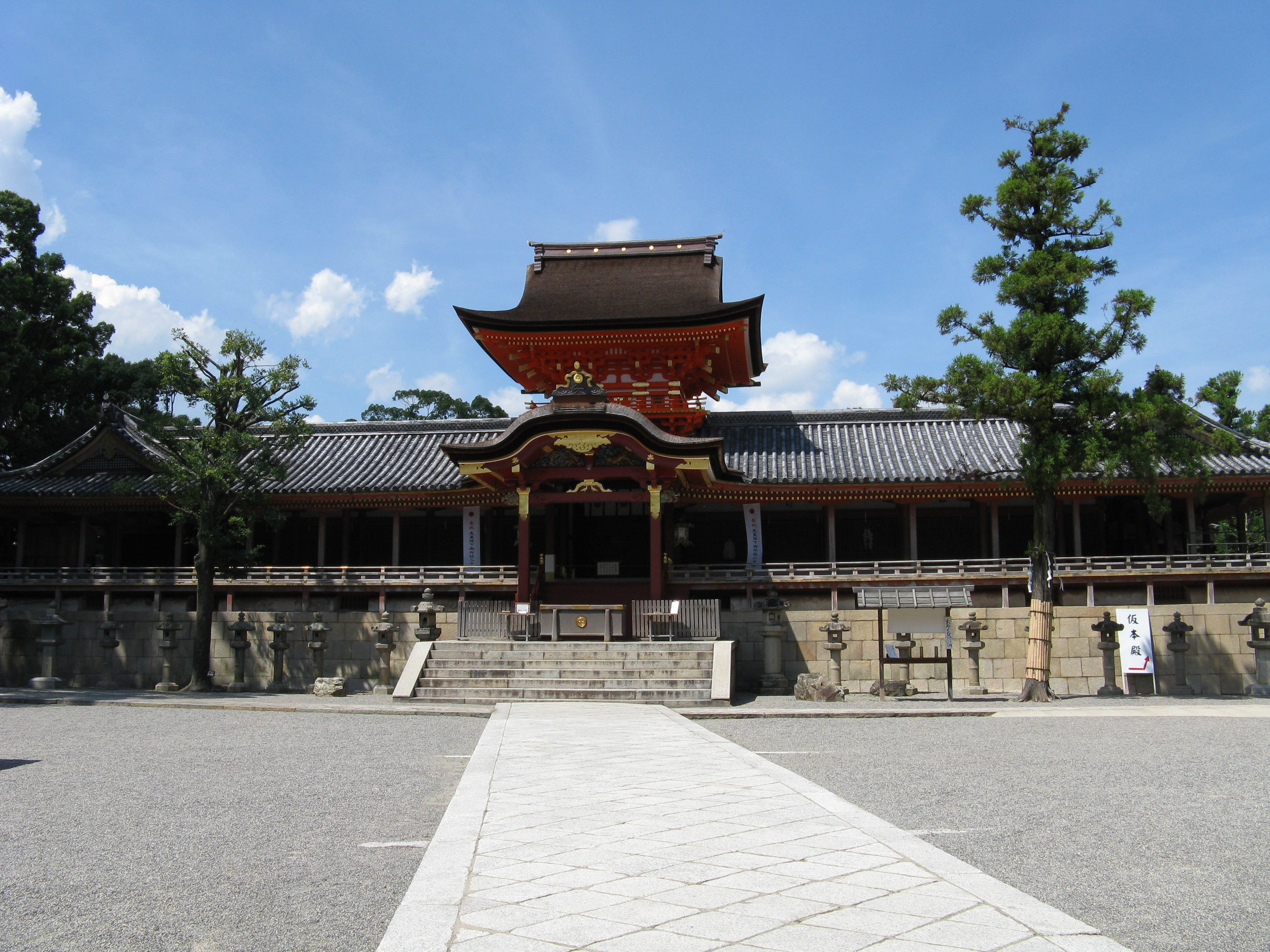
Porte à un étage.
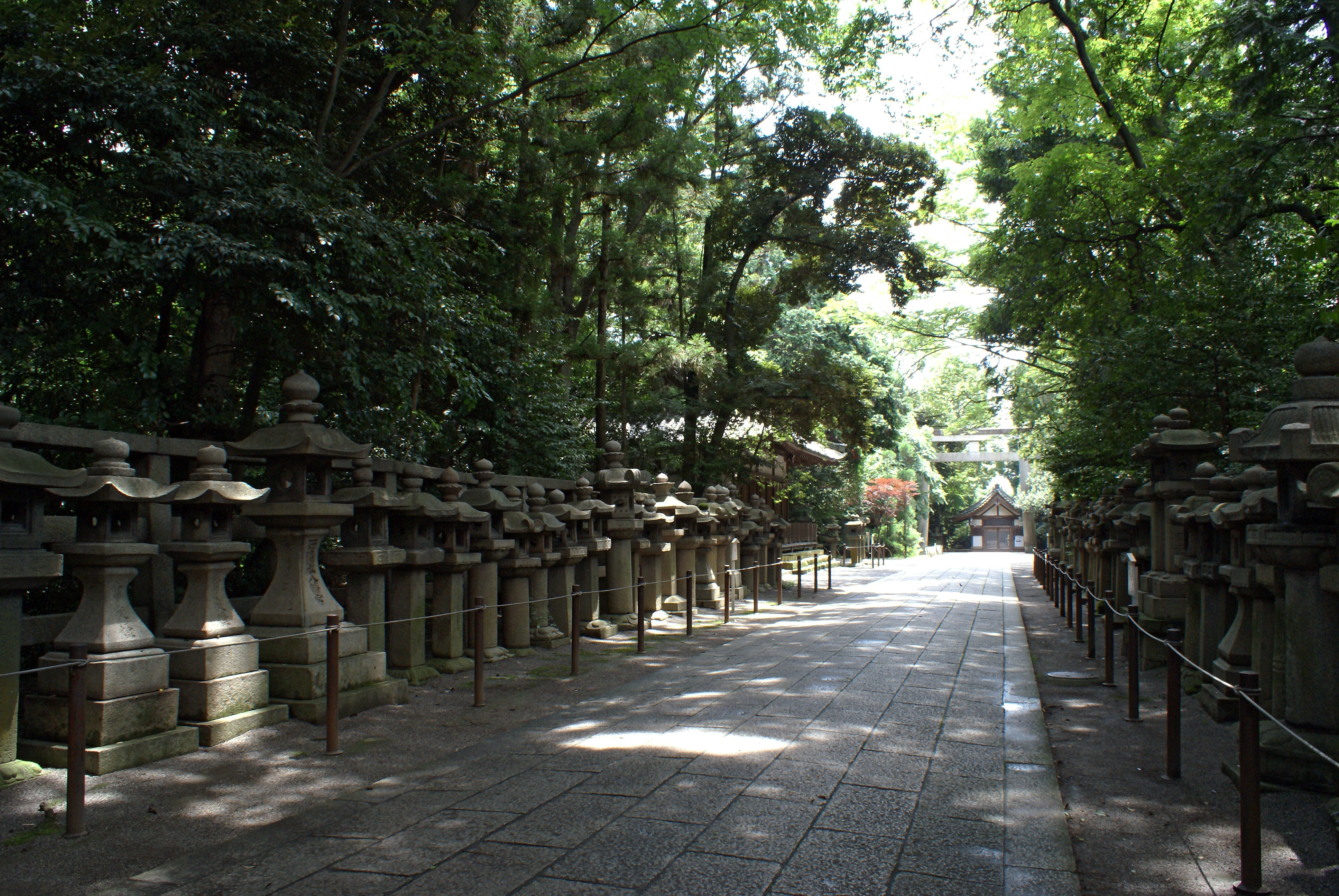
Allée de tōrō (lanternes de pierre).